# Примат (альбом)
Примат — третій студійний альбом гурту O.Torvald, виданий у 2012 році. Гурт виклав альбом для вільного завантаження на своєму сайті. В рамках підтримки альбому гурт вирушив у турне містами Львів, Вінниця, Ужгород, Хмельницький, Кам'янець-Подільський, Чернігів та Київ.

## Список композицій
| #     | Назва              | Тривалість |
| ----- | ------------------ | ---------- |
| 1.    | «Почуй це наживо»  | 4:45       |
| 2.    | «Примат»           | 3:03       |
| 3.    | «Mr.DJ»            | 2:57       |
| 4.    | «Мій Час»          | 2:22       |
| 5.    | «Не Вона»          | 3:46       |
| 6.    | «Віскі і Шоколад»  | 2:38       |
| 7.    | «Смак отрути»      | 4:19       |
| 8.    | «Одна»             | 3:35       |
| 9.    | «Лише у моїх снах» | 3:54       |
| 10.   | «Вниз»             | 4:16       |
| 11.   | «Погляд»           | 3:01       |
| 12.   | «Рок-герой»        | 2:47       |
| 13.   | «П’ятниця»         | 2:41       |
| 14.   | «Бий (Україна)»    | 3:36       |
| 15.   | «Все, що маю я»    | 3:22       |
| 51:04 |                    |            |